# Alaskas ekonomi
Alaska är en stor exportör av petroleum och naturgas och delstatens största intäkter kommer också från dessa verksamheter. Andra betydande sektorer i ekonomin är  fisket, i synnerhet lax, torsk och krabba, skogsindustrin och turismen. Delstatens största privata arbetsgivare är Providence Health & Services Alaska.

## Sektorer

### Olja och gas
1968 upptäcktes en enorm fyndighet av petroleum och naturgas vid Prudhoe Bay vid den arktiska kusten. För att kunna tillvarata denna gigantiska fyndigheten byggdes den 1 300 km långa Trans Alaska pipeline tvärs över Alaska till hamnstaden Valdez.

### Turism
Alaska har omkring två miljoner besökare per år och turistbranschen som helhet står för nästan vart åttonde jobb i delstaten.

### Jordbruk

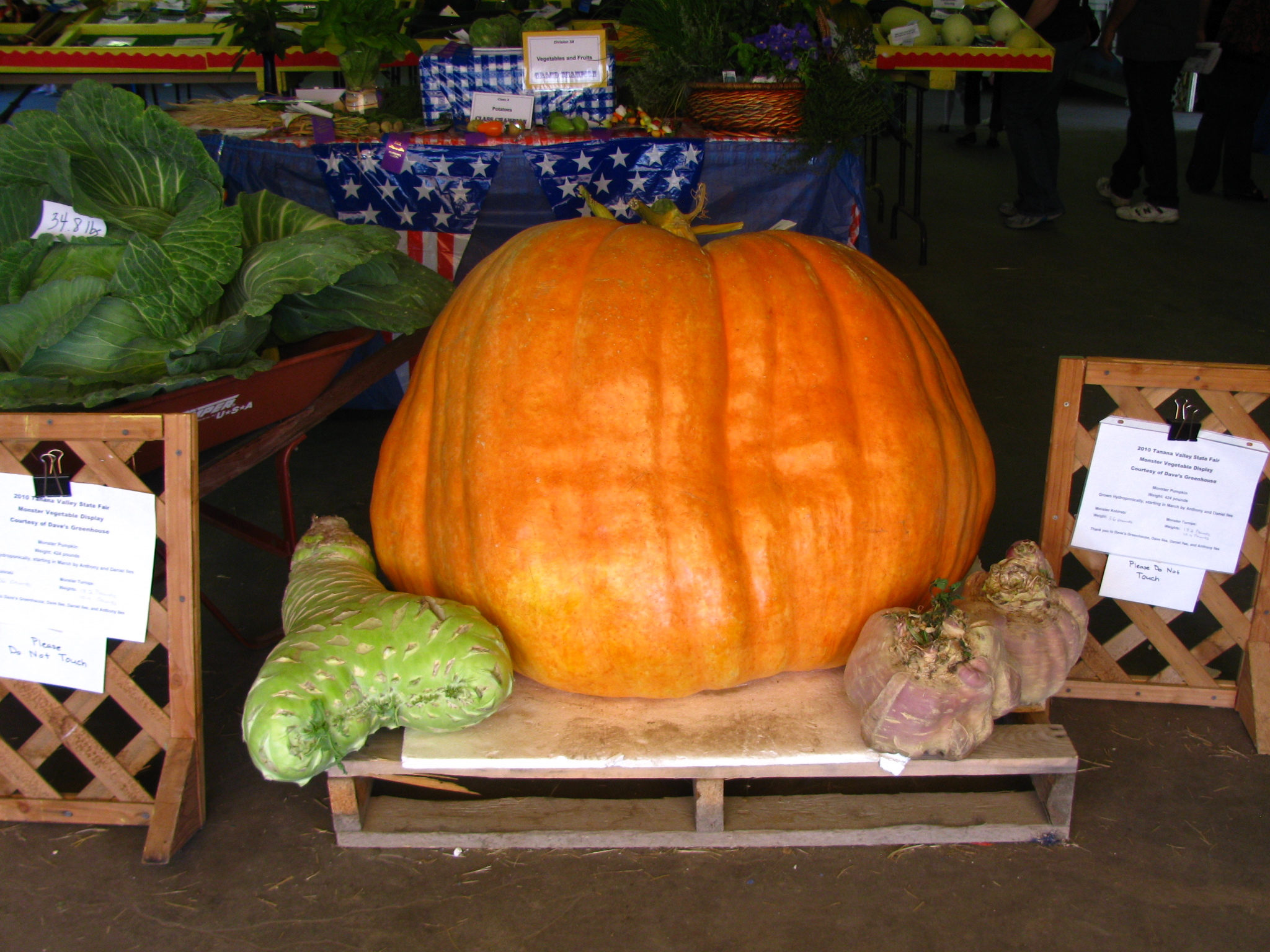
En gigantisk pumpa odlad i Alaska.

Jordbruket i är i stort koncentrerat till den nordöstra delen av huvudstaden Anchorage. År 2015 fanns omkring 500 jordbruk i Alaska, med en total yta på omkring 830 000 hektar (acre).

## Största arbetsgivare
Delstatens största privata arbetsgivare är Providence Health & Services Alaska. Totalt är mer än 4 000 personer i Alaska anställda i detta vårdföretag, som också har omfattande verksamhet i flera andra delstater. Andra stora privata arbetsgivare i Alaska är Walmart/Sam's Club, Carrs-Safeway och Fred Meyer.